# 长江剧场

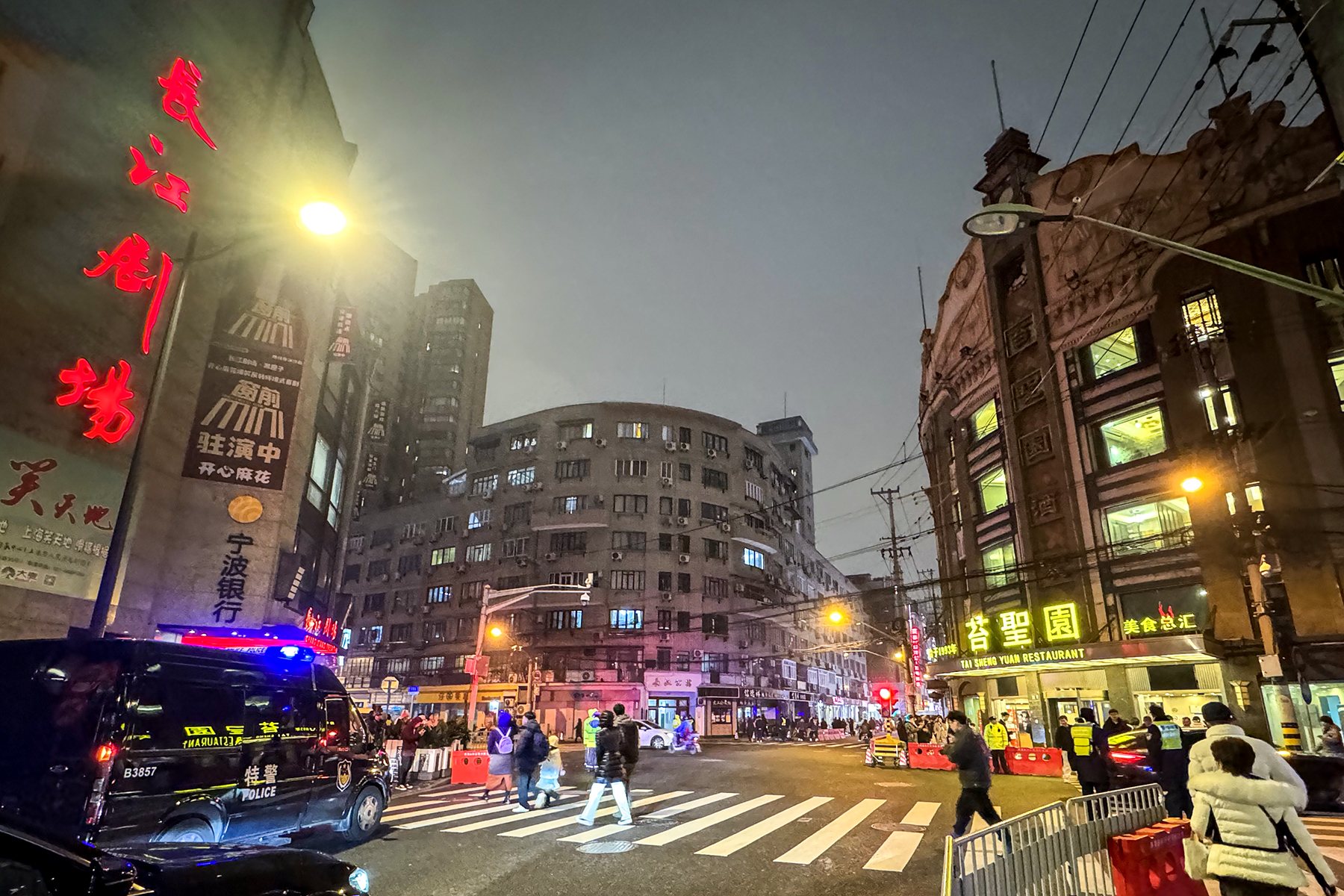
图中左侧建筑物为长江剧场

长江剧场是位於中華人民共和國上海市黃浦區黄河路35号的一個劇場，劇場佔地1280平方米。創辦人為英國人。早期劇場放映電影，後來逐漸成為話劇和戲曲表演場所。前身是於1923年2月9日開幕的卡尔登大戏院（Carlton Theatre）。同年放映外國電影《盧宮秘史》。1925年後，英國人將劇場轉讓給英籍廣東人盧根。1936年，左翼文藝團體上海業餘劇人協會在此表演話劇。1937年10月6日，田漢、歐陽予倩、周信芳在此開會，次日成立上海戲劇界救亡協會，主張抗日。1954年，劇場公私合營，同年2月1日更名為長江劇場（一說1951年更名）。20世紀90年代，长江剧场被拆除。2018年10月15日，长江剧场重新开业。2023年1月24日，上海独脚戏艺术传承中心品牌项目上海“笑天地”重启常驻演出，每周均会在长江剧场举行演出。

## 外部連結
- 官方网站
- 官方网站